# Putz GR
| GR ist das Kürzel für den Kanton Graubünden in der Schweiz. Es wird verwendet, um Verwechslungen mit anderen Einträgen des Namens Putz zu vermeiden. |

Putz ist eine Ortschaft im mittleren Prättigau im Schweizer Kanton Graubünden.

## Geschichte

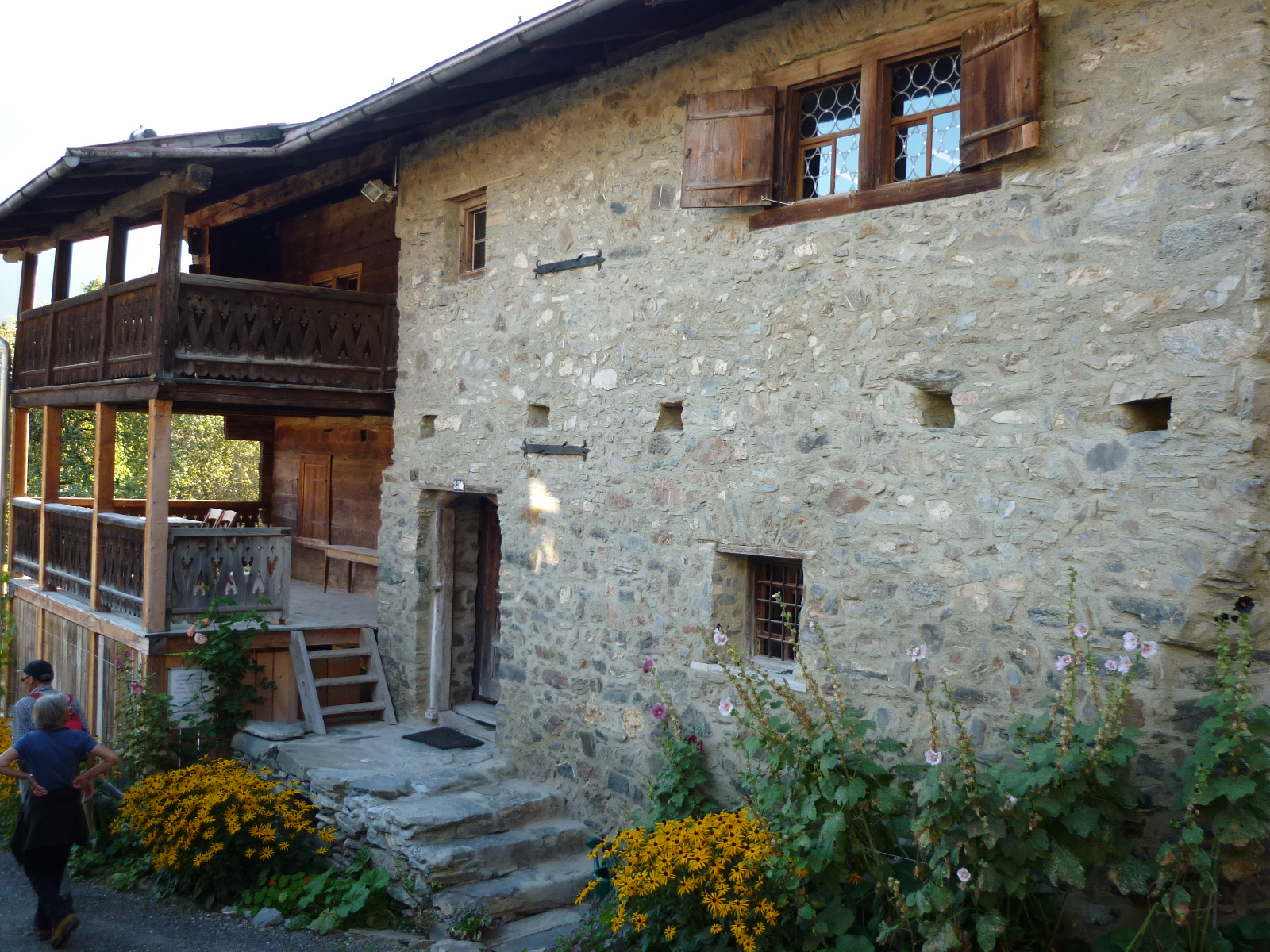
Haus in Unterputz

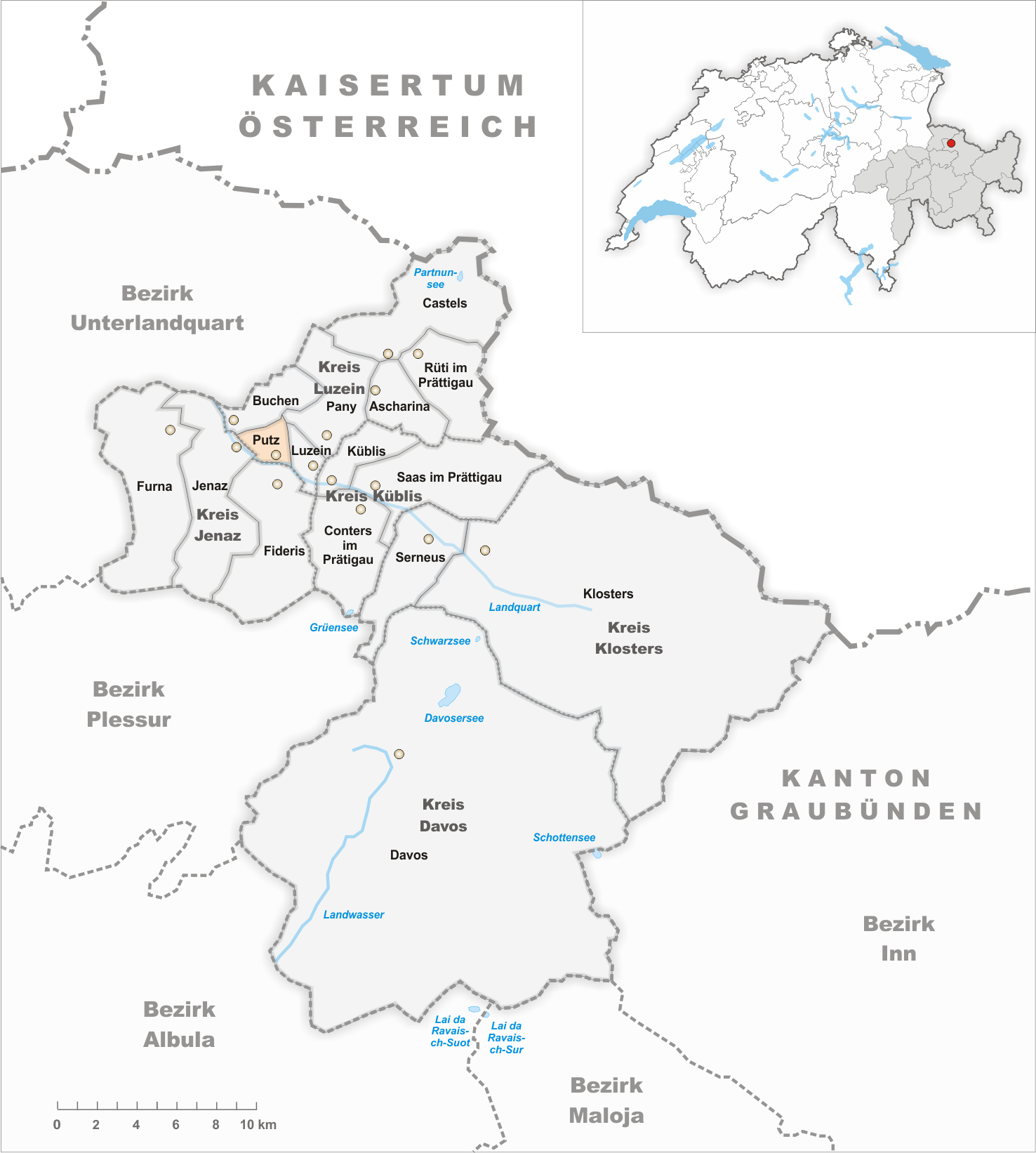
Gemeindestand vor der Fusion am 1. Januar 1872

Die vormals selbständige Gemeinde fusionierte 1872 zusammen mit Buchen im Prättigau und Pany zur Gemeinde Luzein. Die Siedlung liegt an der Strasse von Luzein gegen Buchen, oberhalb des schroff zur Landquart abfallenden Putzer Steins, und gliedert sich in die Teile Unterputz und Oberputz, das von der Ruine Castels überragt wird.
Der Ortsname wird auf lat. puteus ‚Grube, Schacht, Brunnen‘ zurückgeführt.